# سالیو سیس
سالیو سیس (انگلیسی: Saliou Ciss؛ زادهٔ ۱۵ سپتامبر ۱۹۸۹) بازیکن فوتبال اهل سنگال است.
از باشگاه‌هایی که در آن بازی کرده‌است می‌توان به باشگاه فوتبال والنسین اشاره کرد.
وی همچنین در تیم ملی فوتبال سنگال بازی کرده‌است.